# Ghaya Oliveira
Ghaya Oliveira es una chef tunecina que trabaja como pastelera en el restaurante neoyorquino Daniel. Fue nombrada la mejor pastelera en los Premios de la Fundación James Beard de 2017.

## Carrera
Ghaya Oliveira nació en Túnez. Algunos de sus primeros recuerdos de la cocina provienen de su abuela, en particular la crema que hizo, que también fue utilizado para hacer ourta en Ramadán. Oliveira asistió a una universidad local, donde se graduó con una licenciatura en economía y comenzó a trabajar para un banco de inversión de Túnez. Al enfermarse su hermana, se trasladó a Nueva York para estar con ella. Con sus títulos tunecinos no reconocidos en los Estados Unidos, primero se dedicó al ballet y, a continuación, comenzó a buscar una variedad de puestos de trabajo hasta terminar como lavaplatos en un restaurante. Su hermana murió un año después de que llegara, y asumió el papel de cuidar de su hijo.
Oliveira obtuvo un trabajo en el restaurante Domingo, propiedad de Plácido Domingo. Allí llegó a ser pastelera. Cuando se anunció que el restaurante iba a cerrar, pasó los detalles de un administrador en el Café Boulud. Se incorporó como miembro júnior de la pastelería personal en 2001. El chef principal le sirvió de mentor y dejó en 2007 para convertirse en el chef de pastelería ejecutivo en el Bar Boulud dentro del mismo grupo. Al inaugurarse Boulud Sud en 2012, asumió la responsabilidad de ese restaurante.
Daniel Boulud anunció en 2013 que Oliveira se convertiría en la nueva pastelera de su restaurante Daniel. Dijo en el anuncio: «Es una cocinera de talento raro, en constante crecimiento e innovación, y precisamente el tipo de chef que buscaba para estar al timón de mi restaurante más emblemático».

### Premios
Oliveira fue nominada en varias ocasiones para el Premio de la Fundación James Beard como la pastelera más destacada en 2012, 2015 y 2016. Fue anunciada como ganadora después de su cuarta nominación en los premios de 2017.